# PyCharm
PyCharm（パイチャーム）は、ジェットブレインズによって開発されたPythonの統合開発環境 (IDE)。PyCharmはコード解析・グラフィカルなデバッガ・統合単体テスター・統合されたバージョン管理システム・Djangoを用いたWeb開発環境を提供する。クロスプラットフォームな開発環境であり、Microsoft Windows・macOS・Linuxで動作する。PyCharmはプロプライエタリソフトウェアとApache Licenseのデュアルライセンスで提供されている。

## 機能
- コーディングの補助とコード解析。文法やエラーのハイライト表示。
- プロジェクトビューとファイル構造ビューを持ち、ファイル・クラス・メソッドなどに移動できる。
- Pythonのリファクタリング機能。
- Djangoフレームワークのサポート。
- Web2pyフレームワークのサポート。
- Pythonのデバッガ。
- 統合単体テスト機能。
- Google App Engineの開発環境。
- Mercurial・Git・Subversion・Perforce・CVSなどのバージョン管理システムを統一されたインタフェースで扱える。

## 歴史
PyCharmはActiveState社のKomodo IDEやEclipseのPyDevに対抗するために公開された。ベータ版は2010年の7月に公開され、その3か月後にバージョン1.0にアップデートされた。バージョン2.0は2011年12月13日に公開された。バージョン3.0には2013年9月24日にアップデートされた。

## ライセンス
PyCharmにはいくつかのライセンスがあり、どのライセンス下で配布されるソフトウェアも同じ機能を持つが、価格と利用規約が異なっている。オープンソースプロジェクトで用いたり、教育で用いる場合には価格は無料である。その他の教育利用のために割引価格で購入できるアカデミックライセンスもある。